# Horrorshow
Horrorshow, The Real Horrorshow – polski zespół muzyczny pochodzący z Sosnowca działający od 1994 r. Muzyka tworzona i prezentowana przez tę formację zaliczana jest do nurtu oi!, z wyraźnymi także elementami muzyki ska. I na bazie połączenia obu wymienionych gatunków muzycznych zespołowi udało się wypracować własny, charakterystyczny styl i brzmienie, wyróżniające go na polskiej scenie muzycznej. Wydanych zostało kilka albumów formacji, w Polsce między innymi we współpracy z wytwórnią Olifant Records i w Czechach. Poza tym utwory grupy zamieszczane były w albumach kompilacyjnych wydawanych w kraju, a także w Niemczech i Wielkiej Brytanii.

## Historia
Zespół muzyczny Horrorshow założony został w Sosnowcu. Miało to miejsce w 1994 r.. Początkowa działalność zespołu obejmowała tworzenie własnych utworów muzycznych i coverów utworów innych wykonawców oraz rejestrację nagrań własnym, domowym sposobem. Nagrania te trafiają w ręce Bogdana Szewczyka, któremu się spodobały i postanowił załatwić kapeli możliwość nagrania materiału do albumu. W 1995 r. kapela wchodzi do studnia nagraniowego z Czeskiego Cieszyna (studio Fors), a efektem prac był materiał do albumu muzycznego, który ukazał się pod tytułem „Ultra Kuku” w 1996 r.. Nie odbyło się to jednak bez komplikacji. Album miał być wydany w wytwórni muzycznej „Szary wilk” prowadzonej właśnie przez wspominanego Bogdana Szewczyka, ale jego nagła śmierć oraz zaginięcie „kasety–matki” (tzw. DAT) z nagranym materiałem uniemożliwia szybkie jego wydanie. W tym czasie następowały zmiany personalne w formacji oraz rozbudowa instrumentarium o sekcję dętą. W klubie „Szpak” z Sosnowca, w tym okresie czasu, zespół gra koncert z Rezystencją oraz koncert formacją The Analogs. Dzięki zaangażowaniu „Kwaśnego” odnajduje się zganiona kaseta i album wydaje Carry On Oi.
Zmiany w składzie następowały także w kolejnych latach. Mimo tych zawirowań po debiutanckim albumie ukazuje się kolejna publikacja zespołu pod tytułem „Ryps-Wyps” z 1998 r. (a według niektórych źródeł z 1997 r.). Podczas jednego z koncertów w Czeladzi, na którym występował także zespół Blanks 77, dochodzi do bijatyki. Muzycy jednak w swoich wypowiedziach stwierdzają, że nie wiedzą co było jej przyczyną. Około 1999 r. zespół grywał nieregularnie, gdyż perkusista Stecyk odbywał służbę wojskową i zastępował go Specjals. Miejsce prób na stałe kapela miała w piwnicy budynku dawnej szkoły podstawowej, w którym w tym czasie mieściła się hurtownia.
W 2001 r. udaje się jeszcze nagrać cztery nowe utwory ale już pod koniec tego roku zespół zawiesza działalność. Na krótko w okolicach 2003 r. następuje reaktywacja kapeli. Powstają nagrania dwóch kolejnych kawałków, grupa daje kilka koncertów oraz ukazuje się album muzyczny zatytułowany „Pociąg z forsą”, zawierający niepublikowane do tej pory utwory oraz jako bonus nagrania z kasety „Ryps-Wyps”. Pełna reaktywacja ale w nowym składzie ma miejsce w 2007 r. W tym czasie grupa koncertuje już nie tylko w Polsce ale i za granicą. W 2011 r. wydany zostaje album muzyczny „Alex Go!”.
Zespół koncertował oczywiście w Polsce, ale również poza granicami w Czechach, Słowacji, Niemczech, Anglii. Można wymienić takie miejscowości jak Spiska Nowa Wieś (Słowacja), Praga (Czechy), czy Griswald (Niemcy).
W 2014 r. odbył się koncert z okazji 20-lecia grupy, po którym jej działalność zamiera do 2018 r. Wówczas to zespół występuje po raz pierwszy po przerwie w Popradzie na Słowacji. Nagrywa wówczas także nowe utwory i szuka miejsca do prób, początkowo korzystając z pomocy innych, lokalnych, zaprzyjaźnionych kapel, a następnie znajduje dla siebie odpowiednią salę w Energetycznym Centrum Kultury w Sosnowcu, powstałym w budynku zlikwidowanego Technikum Energetycznego.

## Wybrane występy
W 2014 r. wypadł jubileusz 20-lecia grupy Horrorshow. Z tej okazji w rodzinnym Sosnowcu, w klubie 2Doors, obył się koncert (15.11.2014 r.), w którym obok jubilata udział wzięły także formacje Ziggie Piggie, Bachor i Cela nr 3. Występy kapel poprzedzone były prezentacją filmu „Ska Delight”.
W dniu 28 kwietnia 2018 r., w klubie Rock Out z Dąbrowy Górniczej, miał miejsce koncert Horrorshow oraz Lumpexu 75, Rock’n’Roll Rebels i Czterdzieści jeden dwieście towarzyszący imprezie sportowej „Zagłębiowski Horror Show”. Była to gala sportów walki zorganizowana jako turniej Sportowe Zagłębie vs. Reszta Świata. Walki prowadzono w formule MMA oraz K1, a przy tej okazji także świętowano jubileusz 5-lecia działalności tego ostatniego z wymienionych zespołów. Zespół więc występował w tym dniu dwukrotnie: na „Zagłębiowskim Horror Show”, a następnie z zaprzyjaźnionymi kapelami w Rock Out.
22 września 2018 r. odbył się koncert z okazji 25-lecia istnienia zespołu Lumpex 75. Wydarzenie miało miejsce w klubie Protokultura w Gdańsku. Razem z jubilatami na koncercie wystąpili także The Junkers, Po Prostu i Horrorshow.
Inne przykładowe występy i wykonawcy muzyczni, z którymi Horrorshow miał okazję występować:
- 2008-04-04: Warszawa, klub Radio Luxembourg, pozostali wykonawcy – Po Prostu, Werwolf 77, Rana Kłuta[22]
- 2008-05-03: Bielsko-Biała, Rude Boy Club, pozostali wykonawcy – Skunx, Kalafior[23]
- 2009-09-05: Żory, klub Ostroga, pozostali wykonawcy – Lumpex 75, Bulbulators, The Sandals, Pornoskins[24]
- 2010-02-13: Kraków, klub Face2Face, pozostali wykonawcy – Game Over[25]
- 2010-02-20: Szczecin, klub Kontrasty, pozostali wykonawcy – The Freaks[6][26]
- 2013-06-15: Zielona Góra[19]
- 2014-02-01: Kraków, Klub Kwadrat, pozostali wykonawcy – Perkele, Cela nr 3, ADHD Syndrom[19][27]
- 2022-08-13: Gdynia, klub Ucho, pozostali wykonawcy – Po Prostu, Wersja De Lux, Lamia Reno[28]
- 2022-08-20: Sosnowiec, Komin Music Cafe, pozostali wykonawcy – Bistro Boys[8][16][18][19][29]
- 2023-07-15: Sosnowiec, stadion ArcelorMittal Park, impreza sportowa związana między innymi z prezentacją sosnowieckich drużyn oraz meczem Zagłębia Sosnowiec z Wisłą Kraków[29][30]
- 2024-09-14: Sosnowiec, Komin Music Cafe, pozostali wykonawcy – Rock'n'roll Rebels, Fat Cocks[31].

## Nazwa
Nazwa własna zespołu szeroko stosowana w publikacjach zarówno samej kapeli jak i w innych typu recenzje, zapowiedzi koncertów czy komentarze do twórczości zespołu to Horrorshow. Jednakże spotyka się także nazwę rozbudowaną, rozszerzoną: The Real Horrorshow. Taka nazwa pojawiała się między innymi na pierwszych wydawnictwach kapeli z połowy lat. 90 XX wieku. Sporadycznie w niektórych opracowaniach nazwa ta przybiera nieprawidłową formę The Real Horror Show, Real Horror Show, Horror Show, czy The Horrorshow.
Jak wyjaśnia w wywiadzie Sławek (Banan), nazwę tę zaproponował na drugiej próbie zespołu Stecyk i tak po prostu zostało. Nie wynika to z jakiś szczególnych upodobań wobec filmu, a jako lepszą wskazuje książkę.

## Skład

### Członkowie zespołu
Członkowie grupy z całego okresu działalności oraz funkcja:
- Mariusz Binkiewicz (pseudonim „Binkwa”) – gitarzysta (gitara solowa), wokal[1][42][43][44]
- Gruby – basista (gitara basowa)[45][42][46]
- Jacek Jaworski (pseudonim „Beton”) – basista (gitara basowa)[1][42][47]
- Janek Obrusik („Janek”) – trąbka, wokal[42][47][48]
- Marcin Markiewicz (pseudonim „Cozer”, „Kozer”) – trąbka[8][49]
- Łysy – puzon[1][8]
- Mariusz Banaszek (pseudonim „Specjals”, „Specials”, „Speszials”, „Specu”, „Spec”) – perkusista (perkusja), wokal[8][42][45][46][47][48]
- Rafał Żak (pseudonim „Kwinto”, „Rafał”) – trąbka, saksofon, wokal[42][47][50][51]
- Tomasz Fabryczny (pseudonim „Rudi”) – basista (gitara basowa), wokal[1][42][50][48][52]
- Sebastian Majka (pseudonim „Majka”, „Maya”) – gitarzysta (gitara), wokal[45][42][46][47][50][48]
- Sławomir Banasik (pseudonim „Banan”) – gitarzysta (gitara), wokal[1][45][42][43][46][50][48]
- Sebastian Steć (pseudonim „Stecyk”) – perkusista (perkusja), wokal[1][8][42][43][50][53]
- Taras – gitarzysta (gitara), basista (gitara basowa), wokal[1][43].

W publikacjach odnotowuje się także, że powstaniu grupy i jej późniejszej działalności towarzyszył, choć nie muzycznie, niejaki Piastol, który między innymi jest autorem wszystkich okładek do publikacji zespołu.

### Składy zespołu
Składy grupy w określonych momentach czasu:
- skład z momentu założenia zespołu w 1994 r.: Banan, Stecyk oraz Taras[1][8]
- skład podczas nagrań w Czeskim Cieszynie do albumu „Ultra Kuku” realizowanych w dniach od 26 do 28 czerwca 1995 r.: Banan, Stecyk, Taras, Binkwa[1][8][7][54]
- skład 1995 r.: Banan, Beton, Janek, Kozer, Kwinto, Łysy, Majka, Spec[8]
- skład z końca 1995 r.: Banan, Beton, Janek, Kwinto, Łysy, Majka, Specjals[1][8]
- skład podczas nagrań do albumu „Oi! Oi! Atak! Vol. 3” realizowanych w dniach 11, 12 i 13 kwietnia 1997 r.: Banan, Beton, Majka, Specials[55]
- skład podczas nagrań do albumu „Ryps-Wyps” wydanego w 1998 r.: Banan, Beton, Janek, Kwinto, Majka, Speszials[8][47]
- skład z września 1999 r.: Banan, Janek, Majka, Rudi, Stecyk / Specjals[56]
- skład z lat 1999-2001: Banan, Janek, Kwinto, Majka, Rudi, Stecyk[1][8]
- skład z 2003 r.: Banan, Majka, Rafał, Rudi, Stecyk[50]
- skład od 2007 r.: Banan, Gruby, Majka, Rafał, Stecyk[1]
- skład podczas nagrań do albumu „Alex Go!” realizowanych w 20011 r.: Banan, Gruby, Majka, Specu[57]
- skład podczas nagrań do EP „Zagłębie to My!” realizowanych 2.08.2018 r.: Banan, Janek, Majka, Rudi, Specu[8][41][58].

### Powiązania
Część muzyków formacji występujących w niej w różnych okresach czasu brała udział także w innych projektach muzycznych. Czasem stawało się to powodem odejść z zespołów, gdy nadmiar obowiązków uniemożliwiał udział w kilku grupach muzycznych. Przykładem takich sytuacji jest odejście z kapeli Stecyka, Tarasa i Binkwy w połowie lat 90. XX wieku, czy później Rudiego, Łysego i Kozera.
Zespoły muzyczne lub inne projekty, w których grali członkowie Horrorshow, z całego okresu działalności grupy:
- Agnes Blood: Taras[1][2]
- Albion: Łysy[8]
- Dirty Flower: Stecyk[59]
- Inhibited: Kwinto[51]
- Konopians: Rudi[1][2][52], Stecyk[53], Kozer[8]
- Molekh: Majka[60]
- Ordinary Brainwash: Kwinto[51]
- Skakan: Stecyk[1][2][5][16][53][59], Binkwa[1][2][5][16][44]
- Ziggie Piggie: Rudi[1][2][52], Stecyk[53][59].

## Twórczość i inspiracje
Muzyka zespołu zaliczana jest do gatunku muzycznego jakim jest rock, w szczególności do punk rocka, ze szczególnym uwzględnieniem stylistyki nurtu street punk / oi!, z wyraźnie wybrzmiewających elementami muzyki ska lub wręcz z całymi utworami w nurcie ska. Ponadto w wielu utworach można odnaleźć elementy także innych nurtów muzycznych. Taki konglomerat zawarty w prezentowanych kompozycjach sprawia, że prezentowane przez zespół utwory mają swój wyraźny styl i klimat. W komentarzach do tej twórczości podkreśla się własne, wypracowane charakterystyczne brzmienie muzyki wykonywanej przez zespół.
Pod względem tekstów utworów i przekazu z nich płynącego, to mamy do czynienia z typowymi tematami, pośród których można wymienić między innymi problemy codziennego życia, ale również tematy związane ze znanymi postaciami prawdziwymi lub fikcyjnymi, takimi jak Al Capone, czy filmowy Alex z Mechanicznej pomarańczy. W tym kontekście ważne miejsce zajmuje również Zagłębie Sosnowiec. Przy tym spojrzenie na poruszane zagadnienia przedstawione w piosenkach zawiera często dużą dozę dystansu i humoru. Artyści natomiast wyraźnie dystansują się od polityki.
W początkach działalności kapeli i tworzenia pierwszych kompozycji dużą inspiracją dla twórczości były dokonania formacji Kortatu, której niektóre utwory zresztą kapela wykonywała. Jak przyznaje lider zespołu – Banan – pewnym wzorem pod względem samego sposobu działania był dla nich także zespół Skakan, który rozpoczął swoją karierę muzyczną nieco wcześniej. Utwory, które powstały przed 1999 r. były po względem muzycznych wspólnym dorobkiem twórczym członków zespołu, zaś teksty do nich napisał Banan.
Sami muzycy w początkach swojej kariery określili swoją twórczość jako oi!, street punk i ska. A grają taką muzykę, bo taka właśnie im się podoba.

## Dyskografia

### Dyskografia zespołu
Albumy muzyczne i ich wydania:
- „Oi! Oi! Atak! Vol. 3”: brak informacji o dacie wydania, wydawca – Carry On Oi (identyfikator albumu – C.O.OI! 015), nośnik danych – jedna kaseta magnetofonowa, split – Rezystencja, The Real Horror Show[68]
- „Ultra Kuku”[69]:
  - 1996 r.: wydawca – Carry On Oi (identyfikator albumu – CO.C13, 013), nośnik danych – jedna kaseta magnetofonowa[9][70]
  - „Ultra Kuku '09”[69]:
    - 2010 r.: wydawca – Olifant Records (identyfikator albumu – 062), nośnik danych – jedna płyta gramofonowa, długogrająca, kilka wersji wydania[69][70]
    - 2014 r.: wydawca – Olifant Records (identyfikator albumu – 062), nośnik danych – jedna płyta gramofonowa, długogrająca[69]
- „Ryps-Wyps”: 1998 r.: wydawca – Carry On Oi (identyfikator albumu – C.O.Oi!.C19, 019), nośnik danych – jedna kaseta magnetofonowa[11][12]
- „Pociąg z forsą (Bonus Ryps-Wyps)”[71][72]:
  - 2003 r., kraj wydania – Czechy, wydawca – Rabiát Records (identyfikator albumu – RR 006), nośnik danych – jedna płyta kompaktowa[73][72][74]
  - 2009 r., wydawca – Jimmy Jazz Records (identyfikator albumu – JAZZ 135), nośnik danych – jedna płyta kompaktowa, reedycja, digipack[75][72][74]
- „Online Generation”: 2010 r.: wydawca – Olifant Records, nośnik danych – jedna płyta gramofonowa 7", singiel, dwie wersje wydania[76][77]
- „Alex Go!”: 2011 r., wydawca – Olifant Records (identyfikator albumu – 069), nośnik danych – jedna płyta kompaktowa, mini album[78][79]
- „4 Bands On 40th Birthday!”: 2013 r., split – Bachor / Horrorshow / The Junkers / Lumpex'75, wydawca – Olifant Records (identyfikator albumu – 098), Bruno Oi! Records (identyfikator albumu – 001), nośnik danych – jedna płyta gramofonowa, długogrająca, trzy wersje wydania[80][81][82][83]
- „Alex Go! / Ultra Kuku”: 2018 r., wydawca – Olifant Records (identyfikator albumu – 112), nośnik danych – jedna płyta kompaktowa[84][85][86]
- „Zagłębie to My!”: 2019 r., wydawca – Olifant Records, nośnik danych – jedna płyta gramofonowa 7", 45 RPM, EP, dwie wersje wydania[41][87]
- „Jesteśmy z Sosnowca”: 2025 r. (premiera 23.03.2025 r.), wydawca – Olifant Records (identyfikator albumu – 192 OR 2025), nośnik danych – jedna płyta kompaktowa[88].

### Składanki
Składanki, kompilacje:
- Oi! Oi! Atak Vol. 2: brak informacji o dacie wydania,	wydawca – Carry On Oi (identyfikator albumu – C.O.C. 012), nośnik danych – jedna kaseta magnetofonowa, pozostali wykonawcy – Rezystencja, Ramzes & The Hooligans, I.V.C., utwór A3 pod tytułem „Zagłębie Sosnowiec” i B2 pod tytułem „'77”[90]
- „Oi! It's A World Invasion Volume 3”: brak informacji o dacie wydania, kraj wydania – Wielka Brytania, wydawca – Step-1 Music (identyfikator albumu – STEPCD109), Bronco Bullfrog Records (identyfikator albumu – STEPCD109), nośnik danych – jedna płyta kompaktowa, utwór numer 8 pod tytułem „Durango 95”, utwór numer 19 pod tytułem „1977” i utwór numer 24 pod tytułem „Zagłębie Sosnowiec”[39][65]
- „Europeen Oi! / Punk Compilation Vol. 1”: 1997 r., kraj wydania – Niemcy, wydawca – Bandworm Records (identyfikator albumu – BW 005), nośnik danych – jedna płyta gramofonowa 7", 33 ⅓ RPM, pozostali wykonawcy – Ruin Bois, Zóna A, Goyko Schmidt, utwór B2 pod tytułem „Zagłębie Sosnowiec”[38]
- Muzyka ulicy muzyka dla mas vol. 1: 2004 r., wydawca – Olifant Records (identyfikator albumu – 006), nośnik danych – jedna płyta kompaktowa, wydawnictwo w ramach serii albumów Muzyka ulicy muzyka dla mas, utwór numer 14 pod tytułem „Na zawsze Zagłębie”[91][92][93]
- Cztery barwy Oi! Vol. 1: 2005 r., wydawca – Korsarz Oi! Records (identyfikator albumu – CD 001), wydanie nieoficjalne, nośnik danych – jedna płyta kompaktowa, po 6 utworów każdego z zespołów (według kolejności w albumie): The Real Horrorshow, Rezystencja, Zbeer, 4 Pakers[37]
- „Punks, Skins & Rudeboys Now! Vol. 18”: 2009 r., wydawca – Jimmy Jazz Records (album promo załączony do zina „Garaż” nr 28), nośnik danych – jedna płyta kompaktowa, utwór numer 16 pod tytułem „Miasta” i utwór numer 19 pod tytułem „Train”[94]
- „A Tribute To The Oppressed”: 2010 r., kraj wydania – Wielka Brytania, wydawca – Skinhead Revolt Records (identyfikator albumu – SHRR 001), nośnik danych – jedna płyta kompaktowa, utwór numer 7 pod tytułem „Same Old Story”[95].

## Odbiór i opinie
W recenzjach i komentarzach do twórczości kapeli docenia się przede wszystkim to, że zespół potrafił zbudować i dobrze zaprezentować własny, niepowtarzalny styl, stanowiący bardzo udane i dobrze, zgrabnie zrobione połączenie muzyki ska oraz street punka / oi!, w które czasem wplatane bywa urozmaicenie w postaci elementów także innych nurtów muzycznych. I udało się to mimo że muzycy tworzący formację mają stosunkowo odmienne style grania, które jednak zostały tak zaaranżowane i zharmonizowane ze sobą, że świetnie się dopełniają.
Jak wynika z dostępnych opinii, grupa na koncertach potrafi rozkręcić publiczność, która oprócz zabawy w pogo, chętnie także śpiewa znane przeboje razem z muzykami. Zaś według niektórych opracowań zespół jest jedną z legend muzycznych zarówno samego Sosnowca jak i całego Zagłębia Dąbrowskiego oraz na rodzimej scenie jednym z najbardziej cenionych wykonawców. I przy tym oczywiście jest to załoga znana, a więc taka, którą nikomu przedstawiać nie trzeba. Znamiennym jest także to, że mimo upływu wielu lat ludzie nadal pamiętają o zespole oraz niejeden jego przebój sprzed lat. A niektóre piosenki, szczególnie te o dotyczące Zagłębia Sosnowiec, są nieśmiertelnymi hymnami, mimo zmieniających się upodobań muzycznych. Muzycy są otwarci na publiczność i na koncertach nie schodzą za scenę, tylko chętnie rozmawiają z publicznością, nawet jeśli w tej rozmowie padają uwagi krytyczne.
Wizytówką zespołu jest także zamiłowanie do piłki nożnej, w szczególności do drużyny Zagłębia Sosnowiec. Jeden z ich utworów jest uznawany za klubowy hymn drużyny piłkarskiej. Jest to utwór pod tytułem „Zawsze wierni”, do którego nakręcono także teledysk. To także lokalni patrioci. Nie dziwią więc w repertuarze grupy utwory zarówno o wymienionej drużynie sportowej jak i nawiązujące do regionu, miasta oraz życia w tym miejscu i czasie. Przy czym lokalny patriotyzm, przynależność do sosnowieckiej ekipy, połączone z niechęcią do Ślązaków, określane są jako wrodzone, częściowo także jako zaszłości historyczne. Można spotkać się z określeniem zespołu jako punkowej wizytówki Sosnowca.
Muzycy zespołu, szczególnie w początkowym okresie działalności jasno i wyraźnie wyrażali postawę sprzeciwu wobec tzw. nazi-skinów, zdecydowanie stojąc po stronie antyfaszystowskiej. Przy czym w jednym z wywiadów Sławek (Banan), określił członków zespołu jako osoby, które choć same nie czują się skinheadami, to są sympatykami tej subkultury, ale oczywiście nie w odłamie neonazistowskim, lecz apolitycznym.
W 2021 r. została zorganizowana wystawa „Takty i riffy” prezentująca subiektywny przekrój sosnowieckiej sceny muzycznej. Prezentowana była w Sosnowcu, w Zagłębiowskiej Mediatece. Pomysłodawcą i kustoszem wystawy była Alicja Ludwichowska. W założeniu wystawa miała obejmować scenę muzyczną całego zagłębia. Lecz ilość materiałów okazała się tak duża, że zapadła decyzja o ograniczeniu się do samego miasta Sosnowiec, a i tak trzeba było dokonać selekcji. Na wystawie prezentowano zdjęcia i opisy dotyczące sosnowieckich wykonawców muzycznych. Te ostatnie wykonane były przez samych muzyków. Jednym z zespołów prezentowanych na wystawie był Horrorshow.